# Chef-Boutonne
Chef-Boutonne là một xã trong tỉnh Deux-Sèvres trong vùng Nouvelle-Aquitaine ở phía tây nước Pháp. Xã này nằm ở khu vực có độ cao trung bình 73 mét trên mực nước biển.
Sông Boutonne bắt nguồn từ thị trấn.